# Bezoár

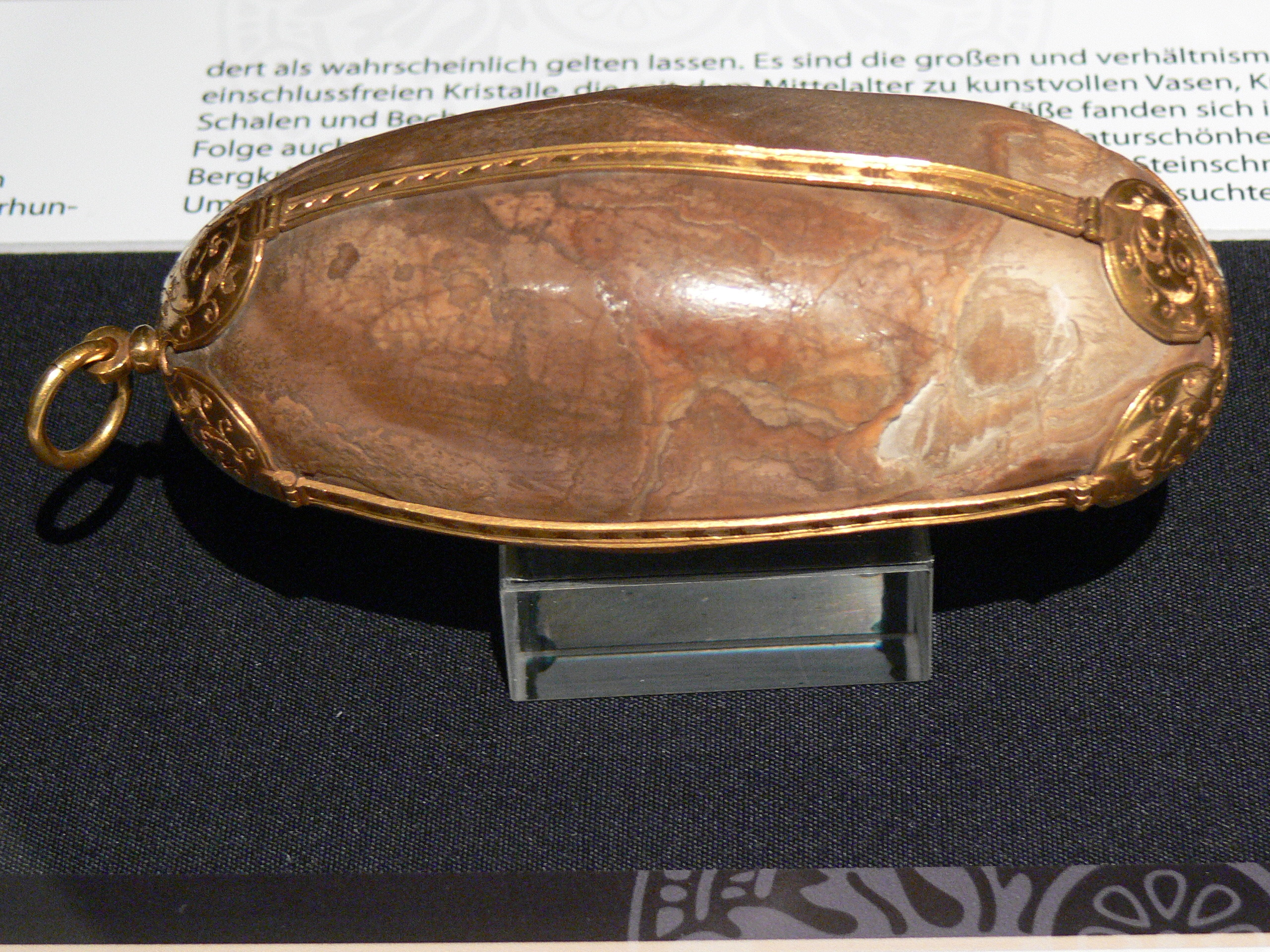
Zlatnické zpracování bezoáru ze 16. století

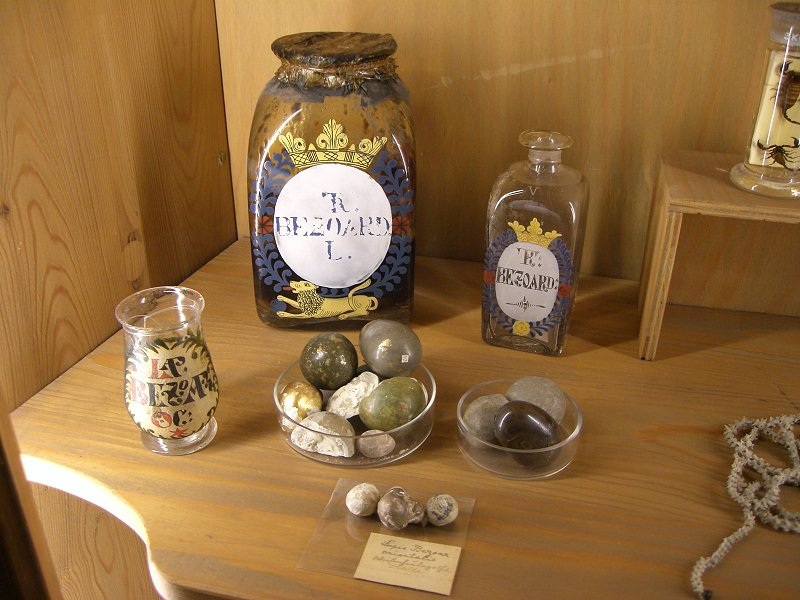
Bezoáry ze zámeckého muzea v Heidelbergu

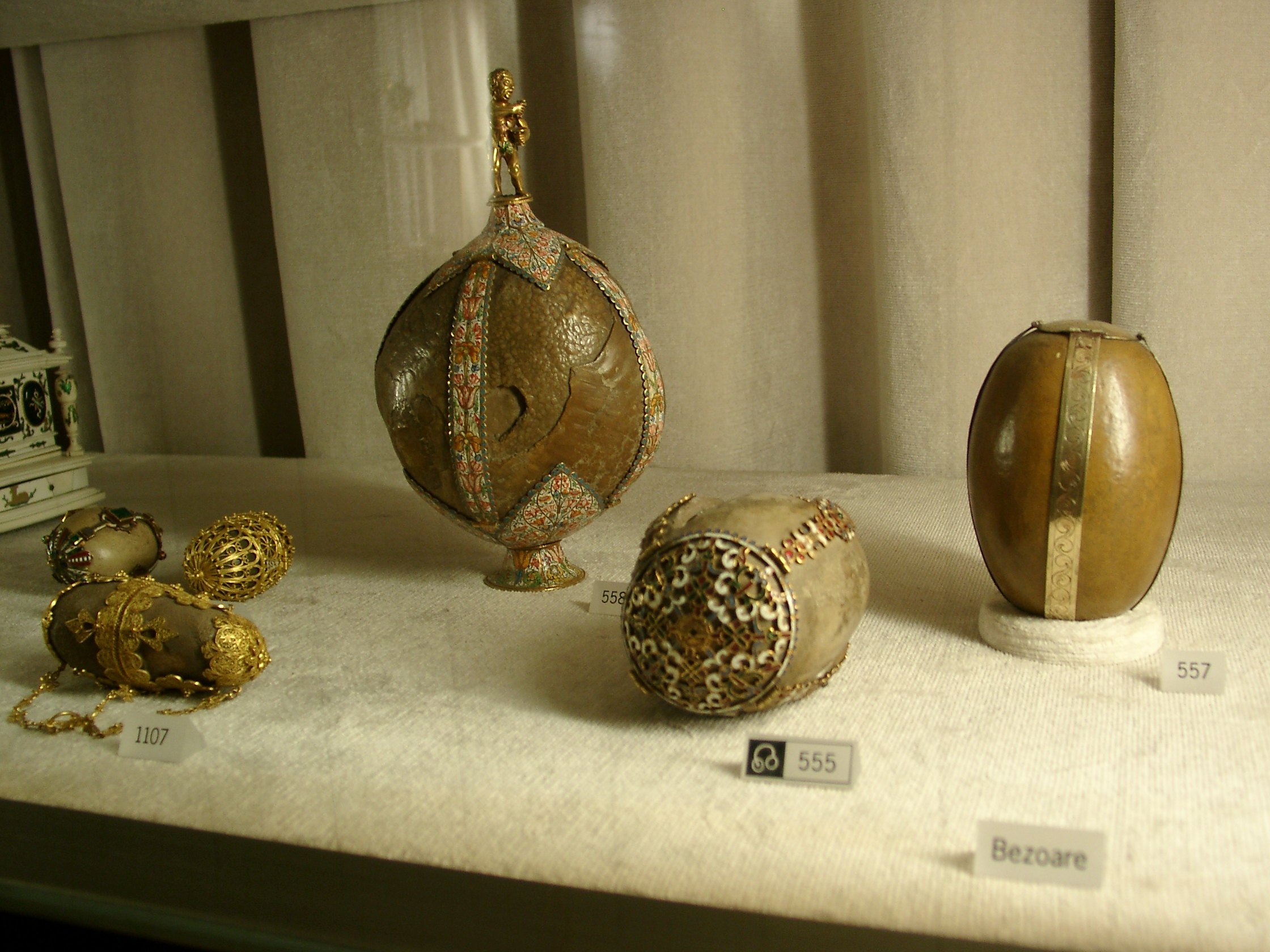
Bezoáry z klenotnice rodu Wittelsbachů

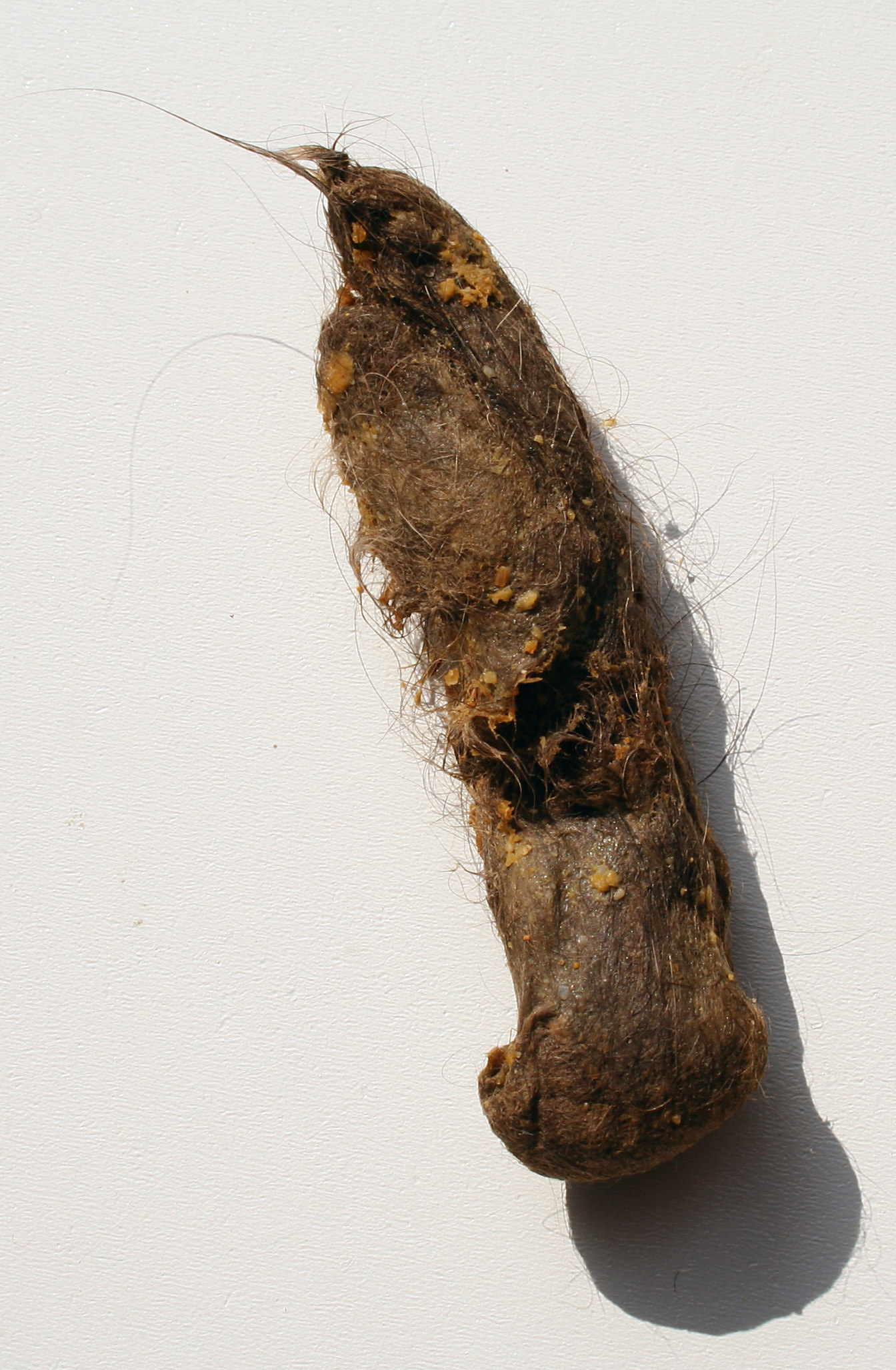
Bezoár z perské kočky délky 10 cm

Bezoár je těleso vytvořené v zažívacím traktu ze spolykaného nestravitelného materiálu. Slovo bezoár pochází z perského pád zahr což znamená „protijed“. V Indii a Tibetu, kde je dosud využíván v tradiční medicíně, se označují jako góröčana, což znamená „býčí kámen“.

## Vznik
Bezoár vzniká u přežvýkavců a vzácněji i u jiných živočichů, včetně opic a lidí, postupným hromaděním a stlačováním nestrávených zbytků potravin nebo materiálů spolykaných společně s potravou.
Je to v podstatě konkrement, patologicky vytvořený pevný útvar v dutých orgánech. Největší se nacházejí ve vnitřnostech kozy bezoárové, gazely nebo velblouda. (Koza bezoárová je pojmenována podle bezoáru.) Po objevení Ameriky se získával i z lamy alpaky.
Původně jsou to neuspořádané vláknité smotky, které se časem pohybem žaludečních stěn zakulatí nebo získají mírně podlouhlý tvar. Na nich se usazují další organické i anorganické látky, např. vápník, jež na povrchu bezoáru vytvářejí hladkou vrstvu.

## Historie
Pojmenování bezoár pochází z perštiny a znamená „ochrana před jedem“. Bezoár, nebo také bezoárový kámen, se již v prvém tisíciletí používal v Orientu, kde se mu přisuzovala magická moc. Věřilo se, že roztlučený na prášek nebo ponořený do kapaliny účinkuje jako lék při otravách všeho druhu, proti nevolnosti, bolestem, poruchám trávení, epilepsii, a dokonce proti zlým duchům.
Bezoárový kámen se ve středověku stával předmětem zájmu nejbohatších osob, byl zasazován do zlatých, umně zdobených šperků nebo i předmětů denní spotřeby, které jsou vystaveny v některých muzeích. Římský císař a český král Rudolf II. si nechal zhotovit z bezoárového kamene pohár a věřil, že pití z něj ho ochrání před otravou jedem i před morovou nákazou, každý jed se měl stykem s kamenem neutralizovat. Do zlata zasazený bezoár je také na soupisu korunovačních klenotů Alžběty II. z roku 1962.
V tradiční čínské medicíně se dodnes používají pod názvem „Calculus macacae mulattae“ bezoáry ze žaludku opice makaka rhesus. Užívají se také dosud k léčbě rozličných neduhů v Africe.
Ve střední Evropě byly nejdostupnější bezoáry ze žaludku nebo střev kamzíka a proto se jim začalo říkat kamzičí koule, mívají velikost čočky až holubího vejce.

## Bezoáry u lidí
Ve většině případů vznikají bezoárové kameny u lidí s predisponujícími faktory: porucha motility žaludku, tj. snížená pohyblivost realizována hladkým svalstvem zapříčiněná např. diabetickou neuropatii při diabetes mellitus, snížené množství žaludeční šťávy, nedokonalé rozmělňování potravy nebo chirurgické odstranění části žaludku. Bezoár obvykle bývá nalezen v žaludku, ale obecně to může být kdekoliv mezi jícnem a konečníkem.
Bezoár se většinou zjistí endoskopii, ultrazvukovým vyšetřením nebo tomografii po klinických příznacích jako pocit plnosti, nevolnost, zvracení, bolest břicha nebo zvracení krve. Je riziko, že se může posunout do tenkého střeva a zcela ho zneprůchodnit.
Výskyt bezoáru je v dnešní době v civilizovaném světě pouze občasnou medicínskou kuriozitou. Jeho indikace je raritou, vyvolá vždy pozornost. Je totiž často spojen s psychiatrickým nebo psychologickým problémem postižené osoby.

### Rozdělení
Podle materiálu ze kterých vznikly je současná lékařská věda rozděluje do několika typů:
- Fytobezoáry – jsou vytvořeny z nerozpustných rostlinných vláken, např. z kokosových ořechů, fíků, pomerančů, jablek, celeru, zelených fazolových lusků, luštěnin, zelí, brambor, kůže dýně, stopek vinných hroznů, sušených švestek, rozinek, pórku atd.
- Diospyrobezoáry – jsou častým druhem fytobezoárů, jejich příčinou je nadměrná konzumace málo zralých plodů kaki neboli tomelu (Diospyros), lépe řečeno taniny obsažené v plodech, které ve spojitosti se žaludečními šťávami koagulují v lepkavou hmotu stmelující nestrávené zbytky v žaludku.[10][11] Ačkoliv po odstranění vypadají pevné a jednolité, po vysoušení jsou drobivé a rozpadají se.
- Trichobezoáry – jsou vytvořeny z vlasů různých délek propletenými pohyby žaludku s různými vlákninami, jako útržky bavlny, nití, provázky, zvířecími chlupy i útržky plastických hmot. Vyskytují se také v malých velikostech u většiny zvířat, která si čistí srst olizováním, ale ta je umějí, pokud jsou zdravá, vyvrhnout. U lidí se vyskytují zřídka, převážně v souvislosti s psychiatrickou léčbou (Rapunzel syndrom).
- Farmakobezoáry – vznikají následkem činnosti některých léčiv, hlavně polotuhých hmot nebo antacid obsahujících hydroxid hlinitý nebo akumulaci ACASA v žaludku pacientů při dlouhodobém užívání potahovaných tablet aspirinu.
- Ostatní – za základ mají spolykanou pryskyřici (šelak), kameny, oblázky, písek i jiné předměty.[1][5][12] Mohou být způsobeny onemocněním pika.

### Odstranění
Nejjednodušší léčebnou metodou, mnohdy úspěšnou u fytobezoárů a diospyrobezoárů, jsou žaludeční výplachy a podpora pohybu žaludečních stěn prokinetickými léky, nebo rozrušení endoskopickým rozbitím při současném podávání léku usnadňující vyprázdnění střev. Nejsou-li tyto způsoby dostačující, nastupuje chirurgické odstranění.